# Elle Girl
«Elle Girl» — був найбільшим у світі щомісячним журналом для підлітків про моду, красу, здоров'я й розваги. Запущений у серпні 2001 року; став молодшим сестринським проєктом журналу «Elle». Мав гасло — «Будьте різними». Базувався в Нью-Йорку.
В квітні 2006 штатні співробітники повідомили, що в США червнево-липневий випуск буде останнім, хоча перебували у процесі створення серпневого випуску, який традиційно вважається найбільшим випуском за рік, який покриває теми річної моди та повернення до школи. Компанія планувала поповнювати сайт «Elle Girl» і створити новий проєкт в поєднанні із Alloy.com, окрім як випускати двічі на рік фізичне видання журналу.
Джек Клайгер (Jack Kliger), головний виконавчий директор Hachette Filipacchi Media U.S., який також був залучений до закриття трьох інших журналів компанії Hachette, — George, Mirabella та Travel Holiday, прокоментував щодо майбутнього журналу «Elle Girl» наступне: «Коли дівчата підлітки не на сайтах, вони у своїх мобільних. Компанія продовжить працювати над сайтом журналу і над рінгтоном „Elle Girl“, валпаперами для мобільних телефонів та проєктами для мобільного блогінгу.»
ELLEgirl.com був запущений в ранньому 2008 після розлучення із Alloy. Нова версія включала блог, більш простий навігатор і збільшений союз із сайтом ELLE.com на чолі із головним редактором Кітом Поллоком (Keith Pollock). В 2011 Hearst Magazines викупив сайт ELLEgirl.com. Від травня 2014, сайт ELLEgirl переводить користувача на сайт Elle.

## Міжнародні випуски
Британська версія журналу «Elle Girl» закрилася незадовго опісля американської. Станом на серпень 2005 міжнародні випуски все ще видавалися в Південній Кореї, Нідерландах, Квебеці, Тайвані, Японії, Росії, Франції, Німеччині і Китаї. Американська версія «Elle Girl» надавала їм близько 60 % свого змісту, хоча тоді ще не було оголошено, що міжнародні випуски також будуть згортатися. Сарра Меннінг (Sarra Manning), автор новел «Guitar Girl » та «Let's Get Lost», провела деякий час на посаді головного редактора британського випуску «Elle Girl».